# Болдин, Анкуан
Анкуан Болдин (англ. Anquan Kenmile Boldin) (род. 3 октября 1986) — американский футболист, выступающий за футбольную команду НФЛ «Балтимор Рэйвенс» на позиции ресивера. Бывший член футбольной команды университета штата Флориды. Был выбран командой «Аризона Кардиналс» во втором раунде драфта 2003 года. В 2010 году перешёл в команду «Балтимор Рэйвенс».
Трижды выбирался в команду Про Боула.